# Gottfried Helnwein
 (août 2024).
 (août 2024).
 (mai 2014).
 (août 2024).
Gottfried Helnwein (né le 8 octobre 1948 à Vienne) est un artiste d’origine autrichienne, performer, dessinateur, peintre, et photographe.
Helnwein étudie la peinture à l'Académie des Beaux-Arts de Vienne. Il reçoit le prix Kardinal König, le prix Meisterschul ainsi que le prix Theodor Körner. Le film documentaire Helnwein de 1984 (régie de Peter Hajek, coproduction de la télévision autrichienne ORF et allemande ZDF) obtient le prix Adolf-Grimme, le prix Eduard Rhein et le Goldene Kader de la ville de Vienne.
Helnwein se fait connaître dans les années 1970 surtout pour ses images hyperréalistes d'enfants blessés – la représentation de l'enfant demeure le sujet central de son travail. Il utilise les techniques et moyens stylistiques les plus divers : en plus du dessin, de l'aquarelle, de la peinture à l'acrylique et à l'huile et des techniques mixtes, c'est surtout la photographie, souvent en relation au travail de performance, qui est son moyen d'expression préféré. 
Helnwein acquiert une certaine notoriété dans les années 1970 et 1980, par ses collaborations avec la presse et de nombreuses personnalités comme William S. Burroughs, Scorpions (pour lesquels il a d'ailleurs réalisé la pochette de l'album Blackout - il s'agit de son autoportrait), les Rolling Stones, Michael Jackson, etc.
Depuis les années 1990, il se concentre de plus en plus sur la photographie digitale et les installations grand format en espace public, ayant pour la plupart un propos socio-politique. Il crée les décors de théâtre pour Maximilian Schell (Los Angeles Opera), Jürgen Flimm (Hamburgische Staatsoper), Hans Kresnik (Volksbühne Berlin, Staatstheater Stuttgart, Deutsches Schauspielhaus Hamburg), Gregor Seyffert (Robert Schumann-Festival, Düsseldorf) et Gert Hof (Hamletmaschine, d'Heiner Müller,  Berlin, Munich).

## Chronologie
- En 1982, Helnwein décline l'offre d'une chaire de professeur à l'École supérieure de design à Hambourg.

- En 1985, exposition au Albertina, Vienne.

Rudolf Hausner propose Helnwein comme son successeur pour la direction de la Meisterklasse, section peinture, à l'Académie des beaux-arts de Vienne, mais Helnwein choisit alors d'élire domicile en Allemagne.
- En 1988, rappelant la Nuit de Cristal de 1938, Helnwein érige l'installation Nuit du neuf novembre entre le Musée Ludwig et le dôme de Cologne.

Coopération avec Hans Kresnik pour la mise en scène du drame chorégraphique Macbeth d'après Shakespeare, production à laquelle sera attribuée le Theaterpreis Berlin.
- En 1989, exposition au Folkwang Museum, Essen

- En 1996, réalisation de L'Adoration des mages, premier tableau dans la série des Épiphanies.

- En 1997, Helnwein élit domicile en Irlande.

La même année a lieu la plus grande rétrospective jusqu'à ce jour au Musée Russe de Saint-Pétersbourg.
- En 2000, expositions au San Francisco Museum of Modern Art et au Los Angeles County Museum of Art.

- En 2001, il crée à la Hamburgische Staatsoper les décors pour l'opéra The Rake's Progress d’Igor Stravinsky, mise en scène de Jürgen Flimm.

- En 2002, il établit un atelier à Los Angeles.

- En 2003, première projection du documentaire Nuit du neuf novembre au Museum of Tolerance, Simon Wiesenthal Center, Los Angeles.

Projets de vidéo et de cinéma expérimental avec Marilyn Manson (Helnwein et Manson revendiquent  un mouvement commun, the Celebritarian corporation)  et Sean Penn.
- En 2004, l'Enfant, rétrospective au San Francisco Fine Arts Museum.

- Helnwein obtient la nationalité irlandaise.

- En 2005, collaboration avec Maximilian Schell pour l'opéra Der Rosenkavalier de Richard Strauss, dirigé par Kent Nagano au Los Angeles Opera.

Rétrospective au Musée national des Beaux-Arts de Pékin.
- En 2013, nouvelle rétrospective à l'Albertina de Vienne. Avec 250 000 visiteurs, elle devient l'exposition la plus visitée dans l'histoire du musée.

- Gottfried Helnwein vit et travaille en Irlande et à Los Angeles.

## Citations
« Donald Duck m'a appris bien plus que toutes les écoles où j'étais. » Gottfried Helnwein.
« La fonction de l'artiste consiste en l'évocation de l'expérience d'une reconnaissance mêlée d'étonnement :  montrer au spectateur ce qu'il sait mais qu’il ne sait pas qu'il le sait. – Helnwein est maître en cette reconnaissance mêlée d'étonnement. »
William S. Burroughs
« Comment Helnwein, cette aimable personne, supporte-t-il que son excellente peinture devienne le miroir de la terreur de siècle ? Ou bien ne supporte-t-il tout simplement pas qu'elle ne le soit pas ? S'agit-il uniquement du miroir d'un comportement du siècle ? MIEUX VAUT UNE TERREUR SANS FIN QU'UNE FIN AVEC TERREUR. Ce comportement résulte de sa tabouisation par les statistiques. Tout comme Persée guillotine les Gorgones à l'aide d'un miroir et lorsque la tête tombe, elle devient sa propre tête. Dans l'ère chrétienne des miroirs, combien de têtes un homme a-t-il ? »
Heiner Müller